# Брэдфилд, Роджер
«Весёлый» Роджер Брэдфилд (англ. "Jolly" Roger Bradfield, 22 сентября 1924, Уайт-Бэр-Лейк, Миннесота — 28 января 2022) — американский детский писатель, иллюстратор, карикатурист, дизайнер упаковок пищевых продуктов и путешественник.

## Детские книги
Наибольшую известность «Весёлый» Роджер Брэдфилд получил как автор и иллюстратор детских книг. Он начал писать, пытаясь овладеть умением печатать на машинке. Недовольный скучными заданиями, которые были даны в самоучителе по печатанию, он начал выдумывать смешные тексты. Так появилась его первая книга «В ванне сидит слон» (There’s an Elephant in the Bathtub). Позднее он выпустил и другие книги, в том числе «Пирог с маринованным шифоном» (Pickle-Chiffon Pie), «Верблюд Бенджамина Дилли, который хотел пить» (Benjamin Dilley’s Thirsty Camel), «Гиганты бывают разных размеров» (Giants Come in Different Sizes), «Летучая клюшка» (The Flying Hockey Stick) и «Лавандовый лев Бенджамина Дилли» (Benjamin Dilley’s Lavender Lion). Брэдфилд сам создавал иллюстрации к своим книгам. Кроме того, он проиллюстрировал некоторые ранние книги из серии Sesame Street, а также Bert’s Hall of Great Inventions, Big Bird’s Birthday Party, Sherlock Hemlock and the Great Twiddlebug Mystery.

## Комиксы
В 1972—1978 гг. Брэдфилд работал карикатуристом газетного синдиката, создавая серию комиксов Dooley’s World. Героями комикса были мальчик и его коллекция живых игрушек. Помимо мальчика, героями комиксов были Профессор, загадочный и задумчивый рыцарь Норман, вредная кукла Телма и необщительная мышь Макс.

## Семья
Роджера Брэдфилда вырастили мать и бабушка. Он был женат, растил пятерых детей.

## Избранная библиография
- Dooley’s World (серия комиксов, King Features Syndicate 1972—1978)
- There’s an Elephant in the Bathtub (1964)
- Hello, Rock (1965)
- Hello Friend (1965)
- The Big, Happy 1-2-3 (co-authored with Joan Bradfield) (1965)
- The Big, Happy ABC (co-authored with Joan Bradfield) (1965)
- Pickle-Chiffon Pie
- Giants Come in Different Sizes
- The Flying Hockey Stick(1966)
- A Good Knight for Dragons (1967)
- Benjamin Dilley’s Thirsty Camel
- Benjamin Dilley’s Lavender Lion
- Magic Garden: A Tonka Tale by Jolly Roger Bradfield (came with Tonka Jeepster Runabout No. 2460)
- Toby Digs In: A Tonka Tale by Jolly Roger Bradfield (1973)
- Toby and Smokey: A Tonka Tale by Jolly Roger Bradfield (1974)
- Who are You (co-authored with Joan Bradfield, and illustrated by Winnie Fitch) (1966)
- Charles Schulz Master Cartoonist (Art Instruction Schools Inc, 1975)